# Ga bệnh viện đại học quốc gia Kyungpook

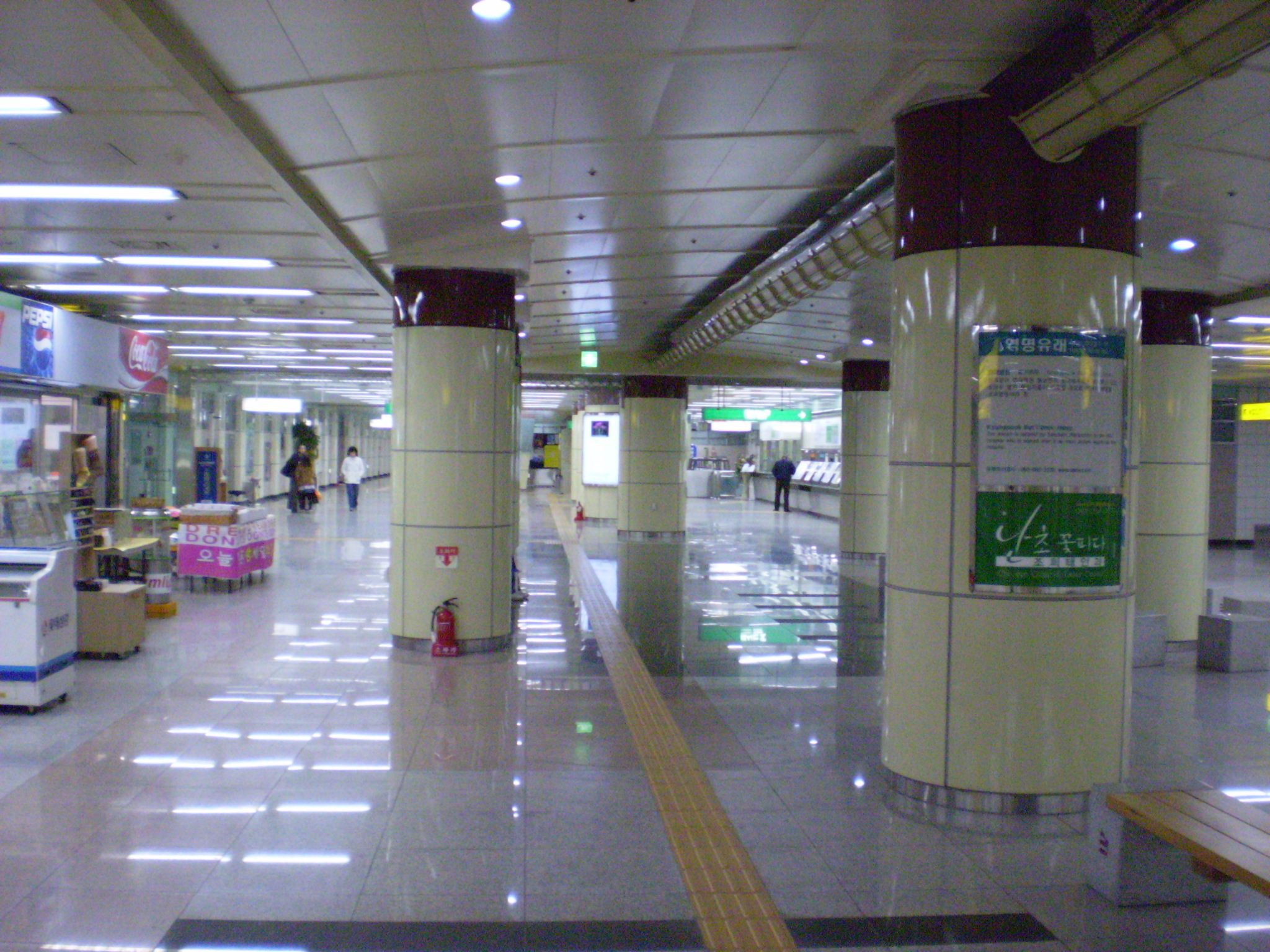
Phòng chờ nhà ga

Ga bệnh viện đại học quốc gia Kyungpook là ga trên Tàu điện ngầm Daegu tuyến 2 ở Samdeok-dong, Daebong-dong, quận Jung, Daegu, Hàn Quốc.

## Liên kết
- (tiếng Hàn) Trạm thông tin mạng Lưu trữ ngày 1 tháng 3 năm 2014 tại Wayback Machine từ Tổng công ty đường sắt cao tốc đô thị Daegu